# Anthony Burger
Pour les articles homonymes, voir Burger.
Anthony John Burger  né le 5 juin 1961 à Cleveland et mort à bord du MS Zuiderdam le 22 février 2006, est un pianiste et chanteur américain de musique gospel.